# Planification en France
La planification en France, gérée par le commissariat général du Plan, voit le jour en 1946 à l'initiative de Jean Monnet. Elle se poursuivra pendant près d'un demi-siècle selon des modalités différentes.

## Origines et objectifs initiaux
L'idée d'une planification en France n'est pas apparue dans l'immédiat après-Seconde Guerre mondiale : elle fut portée par différents mouvements politiques durant l'entre-deux-guerres, et fut à l'origine de la scission entre la SFIO et le PSdF en 1933, inspirée par le planisme du chef du Parti ouvrier belge Henri de Man. Une minorité favorable au planisme demeure cependant au sein de la SFIO : le groupe Révolution constructive.
En 1934, un projet de plan réunit des hommes politiques et des syndicalistes d'horizons politiques divers, de gauche comme de droite. Certains historiens estiment ainsi que les années 1930 ont vu la multiplication des projets de plans, sans cependant aucune application au niveau de l'État.
Jacques Sapir, dans son ouvrage Le grand retour de la planification ? paru en 2022, fait même remonter la planification en France à la Première Guerre mondiale, où la pénurie de munitions et le départ massif des hommes pour le front entraine un besoin d'organisation de l'économie française particulier.

## Le « plan de dix ans » du régime de Vichy
Le régime de Vichy a mis en place les premiers instruments de planification de l'économie par l'État en France, parallèlement aux réflexions identiques menées par le comité général d'étude du Conseil national de la Résistance à partir de 1942-1943 ainsi que par le Comité français de libération nationale à Alger en 1944. Le régime de Vichy crée la délégation générale à l'Équipement national (DGEN) (loi du 23 février 1941) et décide du principe d'un plan (loi du 6 avril 1941). La DGEN présente en mai 1942 en un document de 600 pages un plan de 10 ans visant la reconstruction et un rattrapage industriel et technologique et une urbanisation contrôlée. Ce plan ne prévoit pas de nationalisation, le rôle de l’État étant de stimuler, orienter et financer l'investissement privé, mais non de le remplacer.
Les réalisations issues du plan de Vichy furent limitées. Concernant les grands travaux : mises en valeur de la Sologne et de la Crau, prémices du pont de Tancarville, tunnel de la Croix-Rousse à Lyon, plusieurs chantiers de barrages hydro-électriques.
Au total, seule la "tranche de démarrage" sur deux ans du plan fut lancée mais elle sera reprise par le gouvernement De Gaulle à l'automne 1944. Pour sa part, la DGEN servira de base au futur commissariat au Plan, avec presque le même personnel.

## La planification après 1945
La planification française du commissariat au Plan, à l'instar de celle mise en place par le régime de Vichy, est indicative et incitative, à la différence de la planification soviétique. Le commissariat général du Plan (CGP) s'appuie sur deux organismes de prévision : l'Insee et la SEEF (Service des Études économiques et financières du ministère des Finances).
Plusieurs éléments font de la planification française une expérience originale. Elle constitue l'aspect le plus singulier de l'action de l'État pour domestiquer le marché. Se bornant à donner des objectifs quantitatifs ou qualitatifs définis d'un commun accord entre les partenaires sociaux, le plan tente d'orienter les investissements dans les secteurs prioritaires pour la croissance. À cet égard, on peut le voir comme un "réducteur d'incertitudes"  selon la formule de Pierre Massé.

## Synoptique des plans
Les positions relatives au 1er plan de modernisation et d'équipement et aux moyens d'en assurer l'exécution sont notamment les suivantes,. 
Objet et dispositif du Plan
Le plan de modernisation et d'équipement 1947-1950, soumis à l'examen du Conseil, a essentiellement pour objet :
- d'assurer un relèvement rapide du niveau de vie de la population, et notamment de son alimentation ;
- de moderniser et d'équiper les activités de base (houillères, électricité, sidérurgie, ciment, machinisme agricole et transports) ;
- de moderniser l'agriculture ;
- d'affecter à la reconstruction le maximum de moyens, en tenant compte des besoins des activités de base et en modernisant l'industrie des matériaux de construction et celle du bâtiment et des travaux publics ;
- de moderniser et de développer les industries d'exportation pour assurer en 1950 l'équilibre de la balance des comptes.

La base de départ sera ainsi créée pour entreprendre, dans une seconde étape, la transformation des conditions de vie et notamment du logement.

### 1erplanou plan Monnet (1946-1952)
Le 1er plan de modernisation et d'équipement est resté dans la mémoire collective comme celui qui, au lendemain de la deuxième guerre mondiale, a exprimé en chiffres et traduit en actions concrètes le dilemme « modernisation ou décadence ».
Ses objectifs sont de répondre à une situation de retard économique et de pénurie : faire redémarrer l'outil de production et satisfaire des besoins essentiels de la population, « élever le niveau de vie et améliorer les conditions de l'habitat et de la vie collective ». « Le Plan s'étend à la reconstitution des outillages et des équipements publics et privés endommagés ou détruits du fait des événements de guerre ».
Il est centré, de façon très sélective, sur six secteurs de base : charbon, électricité, ciment, machinisme agricole, transport et acier. Par le nombre restreint d'objectifs retenus et l'unanimité autour d'eux, le 1er plan est bien exécuté.
Le plan insuffle un nouvel état d'esprit parmi les chefs d'entreprises, sans porter atteinte à l'initiative privée. La place de l'État dans le système productif, renforcée par les nationalisations de l'après-guerre et le contrôle des prix, favorise une bonne maîtrise des évolutions économiques.
Le plan Marshall contribue à la réalisation du plan Monnet, en assurant le financement d'une grande partie des investissements des secteurs de base.
La durée initiale est prolongée jusqu'en 1952, pour harmoniser les deux calendriers.

### 2eplan(1954-1957) ou plan Hirsch
Le 2e plan coïncide avec les dernières années de la IVe République. Il comporte toujours des objectifs quantitatifs en matière de production, le nombre de secteurs pris en compte étant plus élevé. Mais la planification s'étend aux domaines des investissements publics, notamment des équipements scolaires et hospitaliers. L'établissement de programmes pluriannuels a été engagé, non pas à la demande des ministres compétents, mais à l'initiative du directeur du Budget, soumis à une accumulation de demandes de crédits et soucieux de définir des priorités.
À partir du 2e plan, la planification remplace les secteurs de base par des actions destinées à assurer une plus grande efficacité des ressources matérielles et humaines - recherche et développement, organisation des marchés agricoles, reconversion des entreprises et réadaptation professionnelle de la main-d'œuvre, productivité.
Approuvé par une loi avec deux ans de retard, le 2e plan sera assez bien suivi malgré les graves difficultés financières du pays engendrées par la guerre d'Algérie. Son exécution s'achève avec un déficit extérieur grandissant qui, en janvier 1958, contraint le gouvernement français à envoyer une nouvelle fois Jean Monnet à Washington pour obtenir une aide d'urgence de 600 millions de dollars.

### 3eplan(1958-1961)
Le 3e plan cherche à poursuivre la croissance dans un contexte modifié par trois données essentielles : 
- l’ouverture des frontières et l'entrée de la France dans le Marché commun (Traité de Rome, 1957) ;
- le développement de la guerre d'Algérie et les tensions inflationnistes qui l'accompagnent ;
- l’arrivée imminente à l'âge de l'activité des jeunes nés au cours du baby-boom de l'après-guerre.

L’élaboration du 3e plan, liée au redressement du pays et de l'État voulu par le Général de Gaulle, est également marquée par deux changements significatifs : d'abord, l'utilisation du langage de la comptabilité nationale pour formuler un objectif de croissance de la production intérieure brute et pour tester la cohérence interne des chiffres du plan ; ensuite, l'introduction d'une dimension prospective grâce à des projections à long terme (1955-1965) dans les travaux de planification.
L'exécution du 3e plan est marquée, en 1959, par le plan de stabilisation Rueff.
Le redressement se fait plus rapidement que prévu, mais au prix d'un ralentissement de la croissance en grande partie effacée par le plan intérimaire 1960-1961.

### 4eplan(1962-1965)
Vers 1960, l'économie française apparaît clairement engagée dans un régime de croissance soutenue. La France passe ainsi d'une situation de pénurie à une relative abondance ; la consommation de masse fait son apparition.
C'est dans ce nouveau contexte économique que les principes originels de la planification vont être amenés à prendre de l'ampleur. Il ne s'agit plus uniquement d'orienter la production vers des secteurs prioritaires, mais d'assurer les meilleures conditions possibles au développement économique et social de la Nation. Le 4e plan prévoit ainsi la modernisation de secteurs jugés « retardataires » (secteur hospitalier, autoroutes et télécommunications, éducation nationale) .
La planification devient alors plus indicative. Elle fixe des objectifs dont la satisfaction ne dépend plus uniquement de l'État. Bien que l'approche soit de plus en plus macro-économique, la dimension sociale est prise en compte.
La loi du 4 août 1962, portant approbation du Plan de développement économique et social, définit pour la première fois les modalités de l'approbation par le Parlement d'un projet de loi de plan.
Elle s'applique pour le 4e plan qui marque une phase exemplaire de l'histoire de la planification française.
Son élaboration bénéficie de conditions favorables : la personnalité du nouveau commissaire général du Plan, Pierre Massé ; la conjoncture des années 1960-1962 et la régularité de la croissance mondiale ; l'attachement du Général de Gaulle et du Gouvernement à « l’ardente obligation » de la planification, moyen privilégié pour l'État d'afficher et d'affirmer les choix de politique économique. Des innovations de procédure renforcent l'atmosphère consensuelle autour du Plan : création du Conseil supérieur du Plan ; consultation du Conseil économique et social sur les grandes orientations ; réintégration de la CGT dans les commissions de modernisation.
Le 4e plan s'articule autour trois objectifs : 
- une croissance forte dans le respect des grands équilibres ;
- une progression des équipements collectifs deux fois plus rapide que celle du PIB ;
- un effort de correction des inégalités sociales et régionales. L'attention se porte sur les problèmes de répartition des fruits de l'expansion, ou, pour utiliser le langage de Pierre Massé, "le partage du surplus", en particulier la part à réserver aux services collectifs dans l'ensemble des dépenses de consommation.

Le 4e plan est aussi le mieux exécuté de tous nos plans. Pendant cette période, deux événements sont cependant à relever : l'échec de la Conférence des revenus en 1964 et, la même année, l'amorce de la baisse du taux de fécondité en France.

### 5eplan(1966-1970)
La mission attribuée au 5e Plan est de chercher à mener de front un essor industriel rapide et le progrès social par un développement des équipements collectifs, et ce, dans un contexte de concurrence accrue liée à l'ouverture des frontières. Il fixe des normes indicatives de prix et de salaires afin de juguler les tendances inflationnistes. Le souci de prévenir la surchauffe de l'économie se traduit par un objectif de croissance légèrement en recul par rapport au 4e plan.
Le développement de la compétitivité de l'appareil de production, le contrôle de l'évolution des revenus et des prix deviennent les premières préoccupations.
Le choc de mai 1968 perturbe l'exécution du 5e plan. Si la croissance n'en pâtit pas, les prix dérapent, provoquant en compensation un freinage des équipements collectifs. Les performances de l'économie française apparaissent limitées par les insuffisances de la formation professionnelle et aussi par la gestion des relations sociales dans les entreprises.

### 6eplan(1971-1975)
Le 6e plan sera celui de l'impératif industriel, avec des programmes nucléaires et TGV voulus par le Général De Gaulle et confirmés par le président Georges Pompidou qui lui a succédé après le référendum perdu de 1969. Pour la première fois, apparaît la notion de fonction collective, qui élargit le champ de la planification des équipements collectifs. 
Le développement d'une ligne du turbotrain, premier nom du TGV, reliant Paris-Lyon en deux heures, est confirmé en 1972 par le ministre des Transports Robert Galley, après des essais du prototype à 220 km/h au printemps 1972 et 300 km/h l'été suivant, même si l'idée de sa construction pendant le plan avait été d'abord abandonnée, face à « l'hostilité des constructeurs d'avions et de la compagnie Air Inter » et au coût de l'investissement, évalué à 1,41 milliard de francs. Le conseil interministériel du 26 mars 1971 avait finalement décidé le principe de la construction, en 1978 ou 1979, d'une liaison Paris-Lyon en moins de deux heures, pour un coût de plus de 1,5 milliard et demi de francs, jugée rentable. Olivier Guichard, ministre de l'Aménagement du territoire et de l'Équipement, estime lui plus intéressant un renforcement des liaisons aériennes entre Paris et Lyon ou même l'installation d'une ligne d'aérotrain, mais la décision est confirmée en 1972 par Robert Galley.
La SNCF présente, dès le 23 mars, dans les usines Alsthom à Belfort, le turbotrain à grande vitesse, appelé TGV 001, qui est l'héritier de troisième génération des turbotrains à turbine à gaz ETG, circulant avec un succès croissant, depuis le 16 mars 1970, à 160 kilomètres à l'heure sur la ligne Paris-Caen-Cherbourg (371 kilomètres). Le TGV a un potentiel d'exportation car il « intéresse les États-Unis » où le ministère fédéral des transports commande à la société Sofrerail, un contrat de cession de connaissances sur la question des grandes vitesses, en juin 1972. 
De son côté, EDF accélère le déploiement du nucléaire lors de ce 6e plan, avec six nouveaux réacteurs. Dès mai 1969, Ambroise Roux dessine dans la presse un accord de rationalisation avec son ex-associé Alstom, dont Thomson-Brandt possédait 18 %, et dont la CGE prend 50 % du capital en novembre 1969, après le rachat à Stein et Roubaix de ses chaudières et à la société Rateau de ses turbines à vapeur, alors que le chiffre de 40 % était encore cité en mai.
Le pays devant en même temps faire face à une compétition internationale de plus en plus dure et à une division mondiale du travail de plus en plus accentuée, qui appellent des restructurations dans l'industrie française, ce 6e plan doit prendre en compte les facteurs structurels qui limitent les performances de l'économie française : la relative importance de la population agricole, la nécessité d'améliorer la gestion et les relations sociales dans les entreprises, le manque de logements qui freine la mobilité professionnelle. 
Le 6e plan combine ainsi les grandes orientations souhaitées par le président Georges Pompidou — croissance forte, impératif industriel — avec un faible taux d'inflation, une croissance de la part des équipements collectifs plus rapide que celle de la production, l'amélioration des conditions de vie.
En matière d'aménagement du territoire, le 6e plan insuffle aux villes moyennes (entre 20 000 et 100 000 habitants) leur personnalité politique en matière d'aménagement du territoire pour la première fois.
Mais en 1973 le premier choc pétrolier se traduit par une division du taux de croissance par deux à l'intérieur des pays de l'OCDE, alors que les programmes nucléaires et TGV sont déjà bien lancés.
Les Trente glorieuses touchent à leur fin : la France a enfin fini de reconstruire ce que la Seconde Guerre mondiale avait détruit et comblé le plus gros des retards en équipements et infrastructures. La majorité des foyers français sont maintenant équipés (automobiles, électro-ménager, téléviseurs).
La conjonction de ces deux évènements, imprévus autant que prévisibles, explique la baisse brutale de croissance, et, surtout, elle montrait pour la première fois à quel point le politique n'avait pas sérieusement barre sur l'économique [réf. nécessaire].
L'exécution du 6e plan est, de fait, compromise. Création du Conseil du développement culturel[réf. nécessaire].

### 7eplan(1976-1980)
La difficulté à anticiper l'avenir et les crises majeures que subit un environnement international dans lequel la France est de plus en plus immergée — chocs pétroliers de 1973 et 1979, flambée des cours du pétrole, variations des cours du dollar - vont rendre l'exercice de planification de plus en plus difficile. La période qui s'ouvre avec le 7e plan marque une réelle mise en cause de la planification. Le plan est préparé dans un contexte de croissance mondiale très ralentie. Les scénarios d'environnement international initiaux, jugés trop pessimistes, sont retouchés de manière à affirmer des objectifs de croissance et d'emploi plus satisfaisants.
Le caractère aléatoire du contexte extérieur est en revanche pris en compte en ce qui concerne les équipements collectifs, pour lesquels vingt-cinq programmes d'actions prioritaires (PAP) retenus pour un montant global de 110 milliards de francs, individualisés dans le budget de chaque ministère, reçoivent une exécution satisfaisante, témoignant d'un souci accru de sélectivité en matière de finances publiques.
Le commissariat général du Plan élabore, en cours d'exécution, un rapport sur l'adaptation du 7e plan où l'on voit émerger des thèmes qui marqueront les plans ultérieurs : adaptation de l'industrie à la concurrence mondiale et lutte contre la fragilité financière des entreprises françaises.

### 8eplan(1981-1985)
Lorsqu'il devient commissaire au Plan en 1978, Michel Albert explique que la crise économique « n’est pas une césure conjoncturelle » mais « une rupture structurelle ». Insistant sur le resserrement des contraintes et ses conséquences, il estime que c'est la tâche ingrate du Plan que de rappeler que tout n'est pas possible en même temps.
Mais les hypothèses sous-jacentes aux projections retenues tendent à effacer l'effet du choc pétrolier.
Préparé après consultation de deux experts étrangers, le professeur Wassily Leontief et Sir Andrew Shonfield, le 8e plan se signale par l'utilisation d'un nouveau modèle macro-économique, le modèle DMS, comme instrument d'élaboration d'une politique économique axée sur l'emploi, dans le respect de la contrainte extérieure. Différentes variantes possibles de politique économique sont étudiées et traitées par ordinateur, ce que Pierre Massé nomme « les mathématiques au service de la démocratie ».
Le souci de ne pas réitérer les promesses imprudentes du 7e plan conduit à supprimer toute référence à des objectifs chiffrés. À la demande du commissaire au Plan, le Gouvernement retire également — à la différence des plans antérieurs — toute projection centrale. Plusieurs scénarios sont élaborés en fonction de différentes hypothèses d'environnement international.
Finalement, le 8e plan n'est pas présenté au Parlement et le changement de majorité suspend sa mise en application.

### 9eplan(1984-1988)
Après l'élection de François Mitterrand à la Présidence de la République en mai 1981, le Gouvernement dirigé par Pierre Mauroy veut remettre à l'honneur le principe de planification, tout en faisant évoluer ses méthodes. Le plan intérimaire (1982-1983), plan de relance par la consommation, n'a pas le succès escompté. La loi du 29 juillet 1982 portant réforme de la planification met en place un dispositif institutionnel complexe, combinant une commission nationale de planification composée de 80 membres, un plan élaboré en deux phases, des programmes prioritaires d'exécution (PPE) héritiers des PAP, des contrats de Plan signés entre l'État et les Régions, et entre l'État et les entreprises publiques.
La technique du plan quinquennal à horizon fixe est cependant conservée, mais dans une démarche décentralisée et contractuelle, donnant un plus grand rôle aux Régions qui ont, depuis la loi de décentralisation, compétence dans la mise en œuvre du développement régional. Les rapports des grandes entreprises publiques avec l'État sont encadrés par des conventions et des contrats pluriannuels.
Institués par la loi du 29 juillet 1982 réformant la planification et par le décret du 21 janvier 1983, les contrats de plan conclus entre l'État et les régions établissent un principe fort : celui d'un partenariat entre l'État et les collectivités territoriales pour les questions de planification et d'aménagement du territoire.
Après la mise en place de la politique de rigueur, le 9e plan vise à lutter contre l'inflation par la maîtrise des coûts salariaux, la progression du salaire net devant être maintenue en deçà de la croissance de la productivité. Le taux d'investissement doit retrouver son niveau d'avant 1975. Les retards technologiques dans les industries concurrentielles doivent être rattrapés. L'option en faveur de l'ouverture des frontières est affirmée, avec le maintien du franc dans le système monétaire européen. Priorité est donnée au redressement de la situation financière des entreprises.
Voir aussi les contrats de plan État-région initiés au même moment.

### 10eplan(1989-1992)
Dans le 10e plan, l'environnement international est aussi présent que du temps du Plan Monnet : l'horizon du plan, qui aurait dû être 1993, est fixé à 1992 en raison de la date d'entrée en vigueur du marché unique. L'étude des implications macro-économiques s'appuie sur le scénario d'environnement européen élaboré par la Commission européenne pour la période 1988-1992.
Les trois fonctions de la planification sont présentes. D'abord, éclairer l'avenir avec, pour le long terme, le rapport « Entrer dans le XXIe siècle » du groupe de prospective Horizon 2000. Pour le moyen terme, le groupe Perspectives économiques associe diverses équipes et instituts de prévision, publics et privés, avec des experts de la CEE et de l’OCDE.
La concertation se fait au sein de dix commissions horizontales et s'élargit vers l'Europe. La cohérence, enfin, demeure une préoccupation essentielle des travaux de préparation du plan.
La nature du plan, qualifié désormais de « stratégique », change. Il s'agit moins de prévoir que de déterminer un ensemble d'actions majeures à engager pendant la période du plan.
Sa valeur d'engagement prend des traits différents de ceux du passé. Moins forte dans la partie programmée, alors que les PAP et les PPE ont disparu, elle est renforcée dans la partie contractuelle avec la signature des contrats de plan État-régions, où la programmation financière est conservée. Elle se définit en termes d'orientations structurelles et d'objectifs qualitatifs : reconquête d'un haut niveau d'emploi, recherche de la cohésion sociale, adaptation au grand marché européen.
Pour la deuxième génération des contrats de plan (1989-1993), trois directives visent à améliorer l'expérience de la première génération (1984-1988) : une sélectivité accrue est requise ; les procédures d'exécution sont simplifiées ; la déconcentration est renforcée, avec un rôle du préfet de région plus important. Simultanément, plusieurs régions entreprennent des études à moyen et long termes, débouchant sur des plans de développement (Bretagne, Limousin, Rhône-Alpes et Basse-Normandie).
La dimension européenne apparaît également sous la forme de contreparties aux fonds structurels européens.
Le financement des contrats de plan connaît un accroissement de l'ordre de 25 % (52 milliards de francs pour l'État et près de 46 milliards de francs pour les régions). Les actions prioritaires de l'État favorisent deux types de régions, celles qui — comme la Lorraine, le Nord ou la Champagne-Ardenne — ont des problèmes de conversion industrielle, et les régions à prédominance rurale comme l'Auvergne ou Poitou-Charentes.
Les pouvoirs publics prennent conscience en France de l'intérêt et de l'importance de l'évaluation, plus développée dans les pays anglo-saxons.
Elle donne aux citoyens des informations pour juger des effets des politiques publiques, permet une meilleure allocation des ressources et responsabilise les agents de l'État.
Selon le décret du 22 janvier 1990, il s'agit de "rechercher si les moyens juridiques, administratifs ou financiers mis en œuvre permettent de produire les effets attendus d'une politique et d'atteindre les objectifs qui lui sont assignés". Ce décret met en place un dispositif interministériel d'évaluation, avec le comité interministériel de l’évaluation (CIME) présidé par le Premier ministre et le conseil scientifique de l’évaluation (CSE), composé de onze personnalités indépendantes, obligatoirement consultées sur toutes les études susceptibles de bénéficier du financement du Fonds national de développement de l'évaluation.

### Du projet du11eplanà la refondation du plan (1992-2006)
Préparé en 1992 par la réunion de commissions de concertation, le projet de 11e plan, initialement prévu pour couvrir la période 1993-1997, ne sera pas adopté par le gouvernement issu des élections législatives de mars 1993, qui préfère inscrire ses choix de politique économique dans un ensemble de lois quinquennales. La crise de la planification française devient patente.
Néanmoins, la troisième génération des contrats de plan État-régions (1994-1998) voit le jour. L'élaboration, à partir de 1991, du plan Université 2000, réunissant l'ensemble des collectivités pour analyser l'évolution du dispositif de formation supérieure dans les régions et établir une programmation sur cinq ans, a renforcé les pratiques de concertation. Le CIAT du 3 octobre 1991 confirme la démarche contractuelle et charge les préfets de région d'élaborer un document de propositions pour orienter la stratégie de l'État dans leur région. Ce document fournit "un éclairage nouveau pour la préparation des esquisses budgétaires des départements ministériels". Dans le même temps, les présidents des conseils régionaux sont invités à élaborer de véritables plans régionaux, sur la base d'une large concertation avec tous les acteurs économiques et sociaux.
Le montant global de l'engagement de l'État est fixé à 67,5 milliards de francs, soit un accroissement de 32 % par rapport à la précédente génération.
Avec les crédits affectés aux contrats de ville, l'État consacre plus de 76 milliards de francs à cette troisième génération de contrats de plan et soutient des actions en faveur du développement rural, l'enseignement et la recherche, les infrastructures de transport, la compétitivité économique. Un dispositif d'évaluation des contrats de Plan est instauré, avec des crédits spécifiques figurant pour chacun d'entre eux.
Le CIAT de Mende du 12 juillet 1993 prévoit la préparation d'une loi d'orientation d'aménagement du territoire et l'organisation d'un débat national. Les contrats de plan sont définis comme un outil privilégié de l'aménagement du territoire : les interventions de l'État sont désormais modulées en fonction de la situation économique de chacune d'entre elles, afin d'affirmer une solidarité entre les plus riches et les plus défavorisées.
Une mission de réflexion sur « l’avenir du plan et la place de la planification dans la société française » est confiée, en décembre 1993, par le Premier ministre, Édouard Balladur, à Jean de Gaulle, député de Paris. Cette mission se concrétise par un rapport intitulé « L’avenir du Plan et la place de la planification dans la société française ».